# Antonio Corgos
Antonio Corgos Cervantes (Barcelona, 10 de marzo de 1960) es un exatleta español que destacó en salto de longitud, prueba en la que fue subcampeón de Europa al aire libre y en pista cubierta, si bien también participó esporádicamente en triple salto y salto de altura.

## Carrera deportiva
En 1978, a los 18 años, consiguió superar el récord de Europa junior y el récord español de salto de longitud de las categorías junior, promesa y absoluta con un salto de 8,05 metros. Un año más tarde volvió a superar estas plusmarcas saltando dos veces 8,09, y por fin, un año más tarde, logró en Madrid, el 24 de agosto de 1980, el mejor salto de su carrera deportiva: 8,23 metros, récord de España y cuarta mejor marca mundial del año. Su récord se mantuvo hasta 1999, cuando fue superado por Yago Lamela.
Pese a las numerosas lesiones que dificultaron su carrera deportiva, consiguió diversos éxitos en competiciones internacionales y en su época fue considerado el mejor saltador de longitud español de todos los tiempos.
A lo largo de su carrera deportiva militó en tres clubes: el Club Deportivo Universitario de Barcelona, el Fútbol Club Barcelona y el Larios A.A.M., y fue dirigido también por tres entrenadores: Jordi Capmany, Jaime Enciso y Roberto Cabrejas.
Tomó la decisión de retirarse después de lesionarse saltando en la edición de 1995 del Memorial Cagigal. Después de su retirada se licenció en INEF. Actualmente continúa realizando tareas ligadas al atletismo como entrenador de saltos horizontales en el CAR de Sant Cugat y como colaborador de la RFEA en el sector de saltos. 
Desde 2009 es Director Técnico y entrena al grupo de saltos del Club Muntanyenc Sant Cugat, en Sant Cugat del Vallés.

## Palmarés

### Historial nacional
- 50 veces internacional.
- ex-plusmarquista de Europa junior dos veces.
- ex-plusmarquista de España absoluto al aire libre y pista cubierta.
- 9 veces campeón de España de longitud al aire libre en 1980 (8,23m), 1982(8,16m marca no homologable por viento superior a 2 m/s), 1983 (7,62m), 1984 (8,02m marca no homologable por viento superior a 2 m/s), 1985 (7,93m), 1986 (7,96m), 1987 (7,97m), 1988 (8,15m marca no homologable por viento superior a 2 m/s) y 1992(?).
- 8 veces campeón de España de longitud en pista cubierta (1982 (7,87m), 1983 (7,65m), 1984 (7,80), 1985(7,92m), 1986 (7,99m), 1988 (7,70m), 1989 (8,01m) y 1990 (7,88m).

### Historial internacional
Ganó dos medallas de plata en los Campeonatos de Europa en pista cubierta así como una en los Campeonatos de Europa de Atletismo de 1982.
En los Juegos Olímpicos de 1980 Corgos fue séptimo en salto de longitud con una longitud de 8,09 m. En los Juegos Olímpicos de 1984 pudo imponerse en la clasificación con 8,02 m, en la final fue décimo con 7,69 m. En los Juegos Olímpicos de 1988 ocupó la quinta posición con 8,03 m.
En los Campeonatos de Europa de Atletismo de 1982 Corgos ganó la medalla de plata con 8,19 m tras Lutz Dombrowski de la RDA. Corgos también ganó la medalla de plata en los Campeonatos de Europa de Atletismo en pista cubierta de 1981 con 7,97 m tras el suizo Rolf Bernhard y en los Campeonatos de Europa de Atletismo en pista cubierta de 1989 con 8,12 m tras Emiel Mellaard de los Países Bajos.
| Año  | Torneo                                               | Lugar                       | Resultado | Marca |
| ---- | ---------------------------------------------------- | --------------------------- | --------- | ----- |
| 1980 | Juegos Olímpicos                                     | Moscú, Unión Soviética      | 7º        | 8.09m |
| 1981 | Campeonatos de Europa en pista cubierta              | Grenoble, Francia           | 2º        | 7.97m |
| 1982 | Campeonatos de Europa                                | Atenas, Grecia              | 2º        | 8.19m |
| 1983 | Juegos Mediterráneos                                 | Casablanca, Marruecos       | 2º        | 7.75m |
| 1983 | Juegos Iberoamericanos                               | Barcelona, España           | 1º        | 7.90m |
| 1984 | Juegos Olímpicos                                     | Los Ángeles, Estados Unidos | 10º       | 7.69m |
| 1988 | Juegos Olímpicos                                     | Seúl, Corea del Sur         | 5º        | 8.03m |
| 1988 | Juegos Iberoamericanos                               | México, D. F., México       | 3º        | 8.08m |
| 1989 | Campeonatos de Europa de Atletismo en pista cubierta | La Haya, Países Bajos       | 2º        | 8.12m |

## Marcas personales
| Prueba            | Marca | Cronometraje | Lugar     | Fecha                    |
| ----------------- | ----- | ------------ | --------- | ------------------------ |
| 100 metros        | 10.4  | Manual       | Barcelona | 13 de mayo de 1984       |
| 100 metros        | 10.72 | Electrónico  | Barcelona | 5 de junio de 1983       |
| 200 metros        | 21.8  | Manual       | Barcelona | 9 de junio de 1979       |
| 110 metros vallas | 15.4  | Manual       | Cornellá  | 24 de mayo de 1978       |
| Salto de longitud | 8.23  | --           | Madrid    | 24 de agosto de 1980     |
| Triple salto      | 16.28 | --           | Praga     | 24 de agosto de 1980     |
| Salto de altura   | 2.08  | --           | Barcelona | 17 de septiembre de 1978 |

| Prueba            | Marca | Lugar  | Fecha                 |
| ----------------- | ----- | ------ | --------------------- |
| Salto de longitud | 8.12  | Madrid | 22 de febrero de 1986 |
| Triple salto      | 16.33 | Milán  | 20 de febrero de 1980 |

1. 1 2   en su momento